# マリーナ・ショウ・ライヴ・アット・モントルー
『マリーナ・ショウ・ライヴ・アット・モントルー』（Marlena Shaw Live at Montreux）は、アメリカ合衆国のジャズ・ボーカリスト、マリーナ・ショウが1973年に録音・1974年に発表したライブ・アルバム。

## 解説
1973年のモントルー・ジャズ・フェスティバルでは、7月5日にショウ、ボビー・ハッチャーソン、ロニー・フォスター、ドナルド・バード、ボビー・ハンフリーといったブルーノート・レコード所属ミュージシャンが出演し、バード以外のミュージシャンに関しては、当日の録音が翌年にライブ・アルバムとして発表された。スコット・ヤナウはオールミュージックにおいて5点満点中2点を付け「彼女はアニー・ロスのカヴァー"Twisted"で真価を示しているが、全体的にはR&B的な即興に乗せて気楽なシャウトを披露した内容で、ジャズという観点では、さほど関心を得られなかった」と評している。
イギリスのDJのBlue Boyは、本作に収録された「ウーマン・オブ・ザ・ゲットー」のライブ音源のサンプリングを使用したシングル曲「Remember Me」（1997年）で、全英8位の成功を収めた。

## 収録曲
1. ザ・ショウ・ハズ・ビガン - "The Show Has Begun" (Horace Silver) - 4:54
2. ザ・ソング・イズ・ユー - "The Song Is You" (Oscar Hammerstein II, Jerome Kern) - 2:27
3. ユー・アー・ザ・サンシャイン・オブ・マイ・ライフ - "You Are the Sunshine of My Life" (Stevie Wonder) - 4:37
4. トゥイステッド - "Twisted" (Wardell Gray, Annie Ross) - 3:55
5. バット・フォー・ナウ - "But for Now" (Bob Dorough) - 4:44
6. セイヴ・ザ・チルドレン - "Save the Children" (Renaldo Benson, Al Cleveland, Marvin Gaye) - 4:30
7. ウーマン・オブ・ザ・ゲットー - "Woman of the Ghetto" (Richard Evans, Bobby Miller, Marlena Shaw) - 9:59

## 参加ミュージシャン
- マリーナ・ショウ - ボーカル
- ジョージ・ギャフニー - ピアノ、エレクトリックピアノ
- エド・ボイヤー - エレクトリックベース
- ハロルド・ジョーンズ（英語版） - ドラムス